# Natação no Campeonato Mundial de Esportes Aquáticos de 2009 - 400 m medley feminino
A prova dos 400 metros medley feminino da natação no Campeonato Mundial de Esportes Aquáticos de 2009 ocorreu no dia 2 de agosto no Stadio del Nuoto em Roma.

## Recordes
Antes desta competição, os recordes mundiais e do campeonato nesta prova eram os seguintes:
| Tipo                  | Atleta         | Tempo   | Local     | Data                 | Ref |
| --------------------- | -------------- | ------- | --------- | -------------------- | --- |
|                       | Stephanie Rice | 4:29,45 | Pequim    | 10 de agosto de 2008 | ver |
| Recorde do campeonato | Katie Hoff     | 4:32,89 | Melbourne | 1 de abril de 2007   | ver |

## Medalhistas
| Ouro                 | Prata                 | Bronze               |
| Katinka Hosszu (HUN) | Kirsty Coventry (ZIM) | Stephanie Rice (AUS) |

## Resultados

### Eliminatórias
Estes são os resultados das eliminatórias:
| Pos. | Atleta                   | Bateria | Raia | Tempo   | Notas |
| ---- | ------------------------ | ------- | ---- | ------- | ----- |
| 1    | AUS Stephanie Rice       | 6       | 4    | 4:34.62 |       |
| 2    | USA Elizabeth Beisel     | 6       | 5    | 4:34.80 |       |
| 3    | HUN Katinka Hosszu       | 5       | 5    | 4:35.15 |       |
| 4    | CAN Tanya Hunks          | 5       | 8    | 4:35.84 |       |
| 4    | USA Julia Smit           | 6       | 3    | 4:35.84 |       |
| 6    | GBR Hannah Miley         | 4       | 4    | 4:36.27 |       |
| 7    | ZIM Kirsty Coventry      | 5       | 4    | 4:36.42 |       |
| 8    | HUN Zsuzsanna Jakabos    | 6       | 6    | 4:37.47 |       |
| 9    | AUS Samantha Hamill      | 6       | 1    | 4:37.84 |       |
| 10   | DEN Julie Hjorthhansen   | 5       | 1    | 4:38.20 |       |
| 11   | ITA Alessia Filippi      | 4       | 5    | 4:39.58 |       |
| 12   | RUS Yana Martynova       | 5       | 3    | 4:39.83 |       |
| 13   | GBR KeriAnne Payne       | 5       | 6    | 4:40.92 |       |
| 14   | SLO Anja Klinar          | 4       | 6    | 4:41.00 |       |
| 15   | GER Annika Mehlhorn      | 5       | 0    | 4:41.20 |       |
| 16   | CAN Alexa Komarnycky     | 5       | 2    | 4:41.55 |       |
| 17   | CZE Barbora Zavadova     | 3       | 2    | 4:41.90 |       |
| 18   | SWE Stina Gardell        | 4       | 9    | 4:42.71 |       |
| 19   | RUS Anastasia Ivanenko   | 6       | 8    | 4:42.96 |       |
| 20   | IRL Grainne Murphy       | 3       | 4    | 4:43.20 |       |
| 21   | ITA Francesca Segat      | 4       | 8    | 4:43.77 |       |
| 22   | BRA Joanna Maranhaomelo  | 4       | 2    | 4:43.87 |       |
| 23   | POL Karolina Szczepaniak | 3       | 5    | 4:45.13 |       |
| 24   | RSA Jessica Pengelly     | 4       | 1    | 4:46.31 |       |
| 25   | JPN Asami Kitagawa       | 6       | 9    | 4:46.57 |       |

| Ver o restante da classificação | Ver o restante da classificação | Ver o restante da classificação | Ver o restante da classificação | Ver o restante da classificação | Ver o restante da classificação | Ver o restante da classificação |
| Pos.                            | Atleta                          | Bateria                         | Raia                            | Tempo                           | Notas                           |                                 |
| ------------------------------- | ------------------------------- | ------------------------------- | ------------------------------- | ------------------------------- | ------------------------------- | ------------------------------- |
| 26                              | FRA Lara Grangeon               | 5                               | 7                               | 4:46.93                         |                                 |                                 |
| 27                              | JPN Maiko Fujino                | 4                               | 7                               | 4:47.11                         |                                 |                                 |
| 28                              | CHN Rongrong Zheng              | 5                               | 9                               | 4:48.87                         |                                 |                                 |
| 29                              | AUT Jordis Steinegger           | 6                               | 0                               | 4:49.74                         |                                 |                                 |
| 30                              | SUI Marina Ribi                 | 3                               | 0                               | 4:50.53                         |                                 |                                 |
| 31                              | RSA Katheryn Meaklim            | 4                               | 3                               | 4:51.09                         |                                 |                                 |
| 32                              | IRL Nuala Murphy                | 3                               | 1                               | 4:52.12                         |                                 |                                 |
| 33                              | POL Paula Zukowska              | 3                               | 7                               | 4:53.52                         |                                 |                                 |
| 34                              | AUT Nina Dittrich               | 1                               | 3                               | 4:55.10                         |                                 |                                 |
| 35                              | SLO Nika Karlina Petric         | 3                               | 6                               | 4:58.90                         |                                 |                                 |
| 36                              | TUN Maroua Mathlouthi           | 3                               | 9                               | 5:00.95                         |                                 |                                 |
| 37                              | SIN Hui Yu Koh                  | 2                               | 7                               | 5:02.13                         |                                 |                                 |
| 38                              | TPE Ting Chen                   | 2                               | 3                               | 5:02.97                         |                                 |                                 |
| 39                              | COL Erika Layne Stewardt        | 1                               | 5                               | 5:04.24                         |                                 |                                 |
| 40                              | GUA Maria Coy                   | 2                               | 5                               | 5:06.74                         |                                 |                                 |
| 41                              | TPE ShengYo Ting                | 2                               | 8                               | 5:07.73                         |                                 |                                 |
| 42                              | SIN Ting Ting Koh               | 2                               | 6                               | 5:09.52                         |                                 |                                 |
| 43                              | LIB Nibal Yamout                | 2                               | 2                               | 5:13.71                         |                                 |                                 |
| 44                              | IND Pooja Raghava Alva          | 2                               | 0                               | 5:28.37                         |                                 |                                 |
| 45                              | MAD Stephanie Rasoamanana       | 2                               | 9                               | 5:56.61                         |                                 |                                 |

### Final
Estes são os resultados da final:
| Pos.              | Atleta                | Raia | Tempo   | Notas                 |
| ----------------- | --------------------- | ---- | ------- | --------------------- |
| Medalha de ouro   | HUN Katinka Hosszu    | 3    | 4:30.31 | Recorde do campeonato |
| Medalha de prata  | ZIM Kirsty Coventry   | 1    | 4:32.12 |                       |
| Medalha de bronze | AUS Stephanie Rice    | 4    | 4:32.29 |                       |
| 4                 | GBR Hannah Miley      | 7    | 4:32.72 |                       |
| 5                 | USA Elizabeth Beisel  | 5    | 4:34.90 |                       |
| 6                 | USA Julia Smit        | 2    | 4:35.33 |                       |
| 7                 | HUN Zsuzsanna Jakabos | 8    | 4:37.85 |                       |
| 8                 | CAN Tanya Hunks       | 6    | 4:38.15 |                       |

## Novos recordes
| Tipo                  | Atleta         | Tempo   | Local  | Data                 | Ref |
| --------------------- | -------------- | ------- | ------ | -------------------- | --- |
|                       | Stephanie Rice | 4:29,45 | Pequim | 10 de agosto de 2008 | ver |
| Recorde do campeonato | Katinka Hosszu | 4:30.31 | Roma   | 2 de agosto de 2009  | ver |

Legenda
| Recorde mundial       | Recorde mundial (World record)               |                       | Recorde africano                      | Recorde africano (African) |                                           | Q | Classificado por posição (Qualified) |
| Recorde do campeonato | Recorde do campeonato (Championship record)  | Recorde da América    | Recorde da América (Americas)         | q                          | Classificado por melhor tempo (Qualified) |   |                                      |
| Melhor marca do ano   | Melhor marca do ano (World leading)          | Recorde asiático      | Recorde asiático (Asian)              | DNS                        | Não largou (Did not start)                |   |                                      |
| Recorde nacional      | Recorde nacional (National record)           | Recorde europeu       | Recorde europeu (European)            | DNF                        | Não terminou (Did not finish)             |   |                                      |
| Recorde pessoal       | Recorde pessoal do atleta (Personal best)    | Recorde da Oceania    | Recorde da Oceania (Oceania)          | DSQ / DQ                   | Desclassificado (Disqualified)            |   |                                      |
| Recorde da temporada  | Recorde da temporada do atleta (Season best) | Recorde sul-americano | Recorde sul-americano (South America) | NM                         | Sem marca (No mark)                       |   |                                      |